# دنیل بارتلت (بازیکن فوتبال)
دنیل بارتلت (انگلیسی: Daniel Bartlett؛ زادهٔ ۱۳ اکتبر ۲۰۰۰) بازیکن فوتبال اهل بریتانیا است.
از باشگاه‌هایی که در آن بازی کرده‌است می‌توان به باشگاه فوتبال کاونتری سیتی اشاره کرد.